# Асмётовка
Асмётовка — село в Петровском районе Саратовской области, входит в состав сельского поселения Грачёвское муниципальное образование.

## География
Находится на расстоянии примерно 27 километров по прямой на запад от районного центра города Петровск.

## История
Официальная дата основания 1856 год. По некоторым версиям, название связано либо с татарским князем Асметом, либо первопоселенцем. Некоторое время село называлось Архангельским по местной церкви, построенной в 1841 году. В 1859 году в Асмётовке было 1300 жителей и 160 домохозяйств. В советское время работали колхозы «Большевик», «Стахановец» и «Ленинский путь».

## Население
Постоянное население составило 557 человек (русские 94%) в 2002 году, 512 в 2010.